# توماس دو وینسنتی
توماس دو وینسنتی (انگلیسی: Tomás De Vincenti؛ زادهٔ ۹ فوریهٔ ۱۹۸۹) بازیکن فوتبال اهل آرژانتین است.
از باشگاه‌هایی که در آن بازی کرده‌است می‌توان به باشگاه فوتبال گیانینا، باشگاه فوتبال آپوئل، و باشگاه فوتبال المپیاکوس اشاره کرد.